# Leka doktor

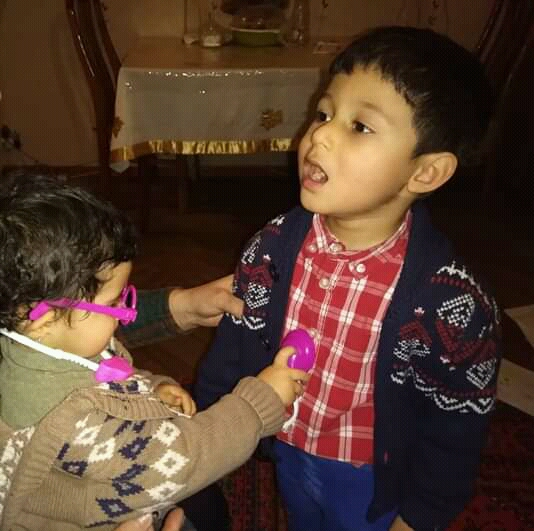
Doktorslek med två barn.

Leka doktor eller doktorslek är en lek där mindre barn utforskar varandras kroppar. Handlingarna kan likna de under en läkarundersökning, och undersökningen av andra barns könsorgan kan beskrivas som genital lek.

## Varianter och historik
Doktorslekar handlar dels om att imitera en läkares undersökning, dels om att utforska barns utforskande av varandras kroppar. Leksaksbranschen tillverkar doktorsväskor med leksaksversioner av en riktig doktors undersökningsinstrument. Annars kan barn använda olika leksaker eller lämpliga verktyg som finns till hands.
Doktorslekar är del av barnets utforskande av sin kropp, där det undersöker de olika kroppsdelarnas utseende och funktion och ofta jämför sig med andra barn. Detta sker ofta i fem- till sexårsåldern, men exempel finns på sådana här lekar även upp till sen förpubertal ålder. Suzanne Osten och en väninna använde i femårsåldern en stämpeldyna som verktyg för att stämpla varandras kroppar. Begreppet "leka doktor" kan ibland användas mer konkret för rent sexuellt undersökande lek – det som inom forskningen kan beskrivas som genital lek.
Det är vanligt att föräldrar och andra vuxna reagerar negativt, om de upptäcker barnens doktorslekar. Därför sker dessa i regel i hemlighet och utan att någon vuxen är i närheten. Ibland sker sådana lekar i kojor eller lekstugor. Under 1970- och 1980-talet var det vanligt i svenska förskolor med "mysrum", rum med en mängd kuddar där barn kunde ta igen sig och lugna ner sig efter en stunds aktivt lekande.
Leken kan inspireras av sexuellt material som barnet hittat i en tidning eller sett på TV. Innebörden av de sexuella handlingarna är sällan uppenbar för barnet, men leken kan kännas spännande och annorlunda.
Doktorslekar kan senare utvecklas vidare till mer utarbetade lekar av typen Sanning eller konsekvens.